# 太陰神

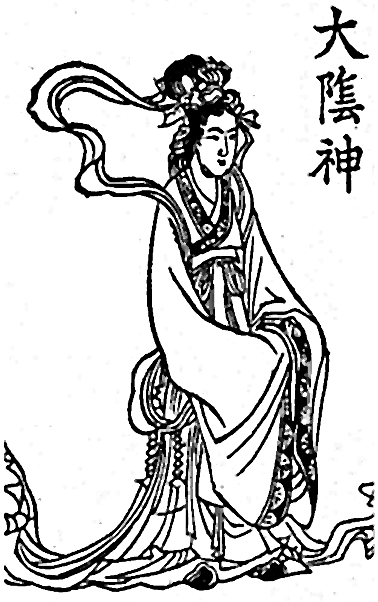
柄澤照覺所繪《安部晴明簠簋内傳圖解》的太陰神

太陰神（日语：たいおんじん）為日本陰陽道的神祇，屬於八將神之一，也是十二天將之一。「太陰」意為月亮，另有別名大陰、大陰神、太陰等。

## 概要與解說
太陰神乃土星（又稱鎮星）之精，亦是太歲神之，佛教裡的本地佛為聖觀音菩薩。跟男性之陽相對，女性之陰具有嫉妬的特質，所以凡是和女性相關的嫁娶、生產養育等事物皆凶，和學問、藝術相關者則為吉。
太陰神所在方位為面向太歲神右方第3個。
- 本命年十二地支→方位角
  - 子→卯
  - 丑→辰
  - 寅→巳
  - 卯→午
  - 辰→未
  - 巳→申
  - 午→酉
  - 未→戌
  - 申→亥
  - 酉→子
  - 戌→丑
  - 亥→寅

## 信仰
在日本主祀太陰神的神社主要有下列：
- 大將軍八神社（京都府京都市上京區）

## 內部連結
- 九曜
- 八將神

## 外部連結
- （日語）国立国会図書館：暦の中のことば方位神